# Serin du Mozambique
Crithagra mozambica
Espèce
Statut de conservation UICN

 LC  : Préoccupation mineure
Statut CITES
Répartition géographique
Synonymes
- Serinus mozambicus

Le Serin du Mozambique (Crithagra mozambica) est une espèce d'oiseaux appartenant à la famille des Fringillidae.

## Description

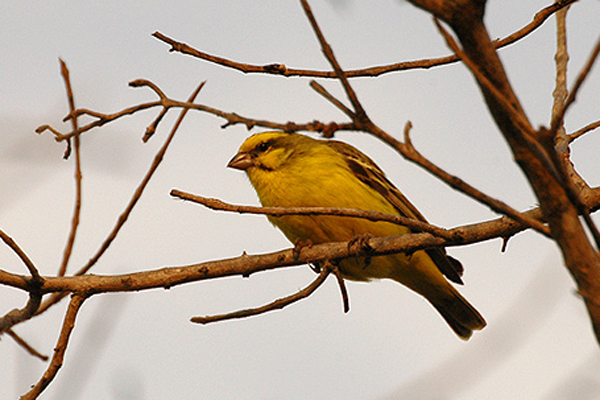
Serin du Mozambique photographié en Ouganda

Cet oiseau mesure environ 12,5 cm de longueur. Il présente un léger dimorphisme sexuel.
Le mâle a les sourcils, le menton et la gorge jaune citron. La femelle est un peu plus terne avec le cou taché de noir. Les deux sexes présentent des parties supérieures gris vert, le croupion jaunâtre, le dessous du corps jaune, le bec corne clair, les yeux et les pattes marron foncé.
Bien qu'étant répertorié pour avoir une durée de vie de cinq à huit ans, un exemple de longévité a été constaté à plus de vingt ans en captivité, sans jamais avoir été touché ni changé de cage.

## Distribution
Le serin du Mozambique occupe une aire considérable en Afrique subsaharienne où il a développé de nombreuses sous-espèces. Elle correspond à une large bande comprise entre le Sénégal et l’Ouganda reliant, au sud, une grande partie du tiers sud de l’Afrique.
Sénégal, extrême-sud de la Mauritanie, Gambie, Guinée Bissau, Guinée, nord de la Sierra Leone (avec l’île Sherbo), nord du Libéria (avec la ville de Monrovia), sud du Mali, nord de la Côte d’Ivoire, Burkina Faso, Ghana, Togo, Bénin, Nigeria, extrême sud-ouest du Niger, sud du Tchad, Cameroun, Congo, Gabon, République Centrafricaine, sud du Soudan, Éthiopie, Érythrée, Zaïre, Ouganda, ouest du Kenya, Rwanda, Burundi, Tanzanie, Zambie, Mozambique, Angola, Zimbabwe, Botswana, nord de la Namibie, sud et est de l’Afrique du Sud.

## Déplacements
Globalement sédentaire, il exécute des mouvements saisonniers et, dans certaines régions (Nguuni et Mombasa, Kenya), des déplacements plus franchement migratoires ; réguliers entre décembre et mars et irréguliers en novembre et d’avril à juillet. En Afrique du Sud, peu de mouvements sont enregistrés mais des déplacements erratiques saisonniers sont rapportés au Botswana et sporadiques dans l’est du Karoo (Fry & Keith 2004).

## Introduction
L’espèce a été introduite à Porto Rico et aux îles Hawaï (Hawaï et Oahu à la fin des années 1960), îles Maurice et Rodrigues, Réunion, Assomption (au nord de Madagascar), à São Tomé dans le golfe de Guinée et dans l’île Mafia à l’est de la Tanzanie ; elle a aussi été anciennement (dans les années 1800) introduite dans les îles Amirantes où elle est maintenant éteinte.
Différents sites Internet ont relayé l’information selon laquelle des spécimens ont été observés à différents endroits des États-Unis (Texas, Floride…), en Hongrie et à Bahreïn. Les photos à l’appui prouvent qu’il s’agit bien de serins du Mozambique, très certainement échappés de captivité mais la nidification n’a été que rarement constatée (Ottaviani 2011).

## Sous-espèces
Les populations du nord sont globalement plus pâles ; celles du sud, plus colorées et plus foncées avec une striation plus marquée sur le dessus. D'après la classification de référence (version 5.1, 2015) du Congrès ornithologique international, cette espèce est constituée des sous-espèces suivantes :
- Crithagra mozambica barbata Heuglin 1864 ; sud du Tchad et sud du Soudan (à l’ouest du Nil), nord-est du Zaïre, ouest du Kenya, Ouganda, Rwanda, Burundi, centre de la Tanzanie ;
- Crithagra mozambica caniceps (Orbigny) 1839 ; sud de la Mauritanie, Sénégal, Gambie, nord du Cameroun ;
- Crithagra mozambica gommaensis (Grant & Mackworth-Praed) 1945 ; Érythrée, nord-ouest et centre de l'Éthiopie ;
- Crithagra mozambica granti (Clancey) 1957 ; sud du Mozambique, Transvaal, Swaziland, Natal, est de la Province du Cap ;
- Crithagra mozambica grotei (W.L. Sclater & Mackworth-Praed) 1931 ; est du Soudan, nord-ouest et centre de l’Éthiopie ;
- Crithagra mozambica mozambica (Statius Muller) 1776 ; du Kenya à l'est du Botswana, Zimbabwe, nord-est de l'Afrique du Sud et centre-sud du Mozambique ;
- Crithagra mozambica punctigula (Reichenow) 1898 ; centre et sud du Cameroun ;
- Crithagra mozambica samaliyae (C.M.N. White) 1947 ; sud-est de la République démocratique du Congo, sud-ouest de la Tanzanie et nord-est de la Zambie ;
- Crithagra mozambica tando (W.L. Sclater & Mackworth-Praed) 1918 ; du Gabon à l'Angola ;
- Crithagra mozambica vansoni (Roberts) 1932 ; sud-est de l'Angola, nord-est de la Namibie, et sud-ouest de la Zambie.

## Habitat
Pour l’ensemble de l’Afrique, Fry & Keith (2004) ont décrit un large éventail de biotopes : les boisements ouverts, les savanes arborées, les clairières de forêts et autres zones ouvertes, les bois de Brachystegia et autres boisements denses, les plantations, les acacias et autres arbres épineux, les savanes herbeuses parsemées d’arbres et de broussailles, les buissons riverains, les parcs, les terres arables à production de millet, les rangées d’arbres étêtés, les pâturages, les alentours de fermes, les hameaux en zone rurale, les jardins, les sentiers boueux, les terrains sableux, les marécages herbeux, les dunes de sable et les broussailles en bordure de mer. Sur l’île Inhaca au Mozambique, il fréquente les forêts, les marécages, les champs, les formations de pins et même les mangroves.

## Alimentation
Le serin du Mozambique privilégie les akènes d’astéracées des genres Ursinia et Vernonia en Afrique du Sud et les petites figues en Sierra Léone. L’alimentation se compose également de petites graines, jeunes feuilles, pétales, fruits, nectar et insectes. Elle consiste aussi en graines d’Eucalyptus, Helianthus annuus, Sorghum caffrorum, Panicum maximum, Casuarina equisetifolia ; en pétales de Kniphofia et en feuilles d’Hibiscus rosasinensis. Il butine le nectar à la base des corolles d’Aloe marlothii, A. candelabrum, A. arborescens et Strychnos innocua. Il capture des insectes volants, des pucerons et de petites chenilles. Les jeunes sont nourris par régurgitation d’une grande variété de graines, de termites et de sauterelles (Fry & Keith 2004).
Hockey et al. (2005) ont répertorié des graines d’Helianthus, Chenopodium glaucum, Bidens pilosa, Ursinia nana, Trema orientalis et d’arbres exotiques : Pinus, Casuarina; des fleurs de Combretum microphyllum, des feuilles et des fleurs d’Hibiscus, Tagetes minor ; des feuilles de Lycium ferocissimum et d’Acacia karoo ; du nectar d’aloès (Aloe marlothii, A. ferox, A. greatheadii), Erythrina latissima avec un complément d’invertébrés (termites, pucerons, larves de mouches, chenilles, sauterelles).

## Parade nuptiale
Le mâle ne présente pas le vol papillonnant typique du serin cini. Lors de courses-poursuites, il ne vole pas très rapidement mais plutôt de façon dansante et saccadée avec des séquences de battements d’ailes rapides et de chant en plein vol. Quatre-cinq oiseaux ont aussi été observés se poursuivant à travers les branches (Fry & Keith 2004).

## Nidification
Le nid est une très petite coupe, compacte et bien confectionnée d’herbes fines, de tiges de plantes herbacées, de pétioles moelleux, de fibres végétales douces, d’un duvet végétal blanc et de laine, le tout consolidé avec des fils d’araignées ou aggloméré avec de petites feuilles mortes et des toiles d’araignées lui donnant une teinte argentée particulière. L’intérieur est sommairement tapissé de très fines fibres végétales et de quelques poils. Il est placé entre un et quatre mètres de hauteur (généralement deux) dans la fourche d’un arbre ou d’un arbuste. L’enchevêtrement des rameaux et du feuillage offre un support auquel la coupe est bien arrimée par des fils d’araignées. Elle est parfois installée en bout de branche latérale d’un arbre ou vers la cime, généralement bien dissimulée par la frondaison, plus rarement à découvert. Des nids ont été découverts dans le sommet buissonnant d’un arbuste étêté, un petit Eucalyptus, un fourré de Protea, un buisson d’Acacia, un grand pin, un arbre de ville, un petit palmier à huile, un régime de bananes vertes ou une cépée de gui. Il est confectionné par la femelle seule, le mâle se contentant de l’accompagner lorsqu’elle collecte les matériaux et de chanter lorsqu’elle le construit. La ponte se compose de deux à quatre œufs (généralement trois, exceptionnellement cinq) blanc pur, blanc grisâtre, blanc bleuâtre, blanc crème, immaculés ou lâchement tachetés de brun orange, de brun foncé ou de lilas pâle sur le gros pôle. Ils nichent généralement par couples ou de façon semi-coloniale, deux ou trois nids étant construits à quelques mètres les uns des autres dans le même arbre ou dans des arbres adjacents (Fry & Keith 2004, Ottaviani 2011).

## Biologie de reproduction
Après l’éclosion des œufs, les oisillons sont encore couvés et nourris par la femelle seule, elle-même alimentée par le mâle. Plus tard, ils seront nourris par les deux parents. Pendant les premiers jours, les capsules fécales des oisillons sont avalées par les parents puis elles sont déposées sur le bord du nid par les poussins et laissées ainsi par les parents. Les jeunes après l’envol sont encore nourris par les parents pendant assez longtemps, puis ils se déplacent ensemble en petits groupes familiaux compacts (Fry & Keith 2004).

## Prélèvements
Il est l’un des serins les plus prisés comme oiseau de cage, non seulement dans sa patrie d’origine mais aussi en Europe et en Amérique. En Afrique, il est très couramment détenu et massivement vendu à travers son aire, notamment au Mozambique et en Afrique du Sud. Dans le sud du Mozambique (Sul do Save), jusqu’à 10 000 oiseaux sont exportés légalement chaque année mais on ignore combien le sont illégalement. Parker (1999) prétend que ces captures n’ont pas de répercussions sur les populations sauvages qui dépassent deux millions d’oiseaux. Des quotas de prélèvement sont également alloués au Botswana (Ottaviani 2011).